# Massacre de Grenade
Le massacre de Grenade a lieu en 1066, à Grenade, lorsqu'une foule musulmane a pris d'assaut le palais royal de Grenade à la suite de la nomination de Joseph ibn Naghrela comme vizir, dans la Taïfa de Grenade. Celui ci était le fils du poète, rabbin et homme politique Samuel ibn Naghrillah. Joseph ibn Nagrela fut crucifié et la population juive de la ville massacrée,.

## Faits historiques
Le 30 décembre 1066, une foule musulmane prend d'assaut le palais royal de Grenade, crucifie le vizir juif, Joseph ibn Nagrela, et massacre la plus grande partie de la population juive de la ville. « 1500 familles juives, représentant environ 4 000 personnes disparaissent en un jour ». 
Une rumeur s'est répandue à l'effet que Joseph avait l'intention de tuer le roi Badis al-Muzaffar, et de livrer le royaume aux Al-Mutasim (tribu arabe) d'Almeira, avec qui le roi était en guerre, puis de tuer le pré-tendant Al-Mutasim, et saisir le trône lui-même.

## Analyses duXIesiècle
Le rabbin Abraham ibn Dawd Halevi, plus connu sous l'acronyme Rabad I, décrit Joseph ibn Nagrela dans son ouvrage historique Sefer ha-Kabbalah (Livre de la Tradition) : « ...il devint altier jusqu'au point de destruction ; les nobles philistins (berbères) devinrent jaloux de lui, jusqu'à ce qu'il soit assassiné... ». En effet, il a été accusé de plusieurs actes de violence, qui lui ont attiré la haine des berbères, alors formant le gros de la population de Grenade.
Ibn Dawd Halevi relate que la date du massacre était annoncée dans le Meguilat Ta'anit, un ouvrage ancien, qui cite le 9 Tevet comme un jour de jeûne sans donner de raison. (D'autres autorités juives, cependant, donnent d'autres raisons pour la commémoration).

## Analyses modernes
Selon l'historien Bernard Lewis, le massacre est « généralement imputé à une réaction de la population musulmane contre un vizir juif puissant et ostentatoire ».
Lewis affirme :
« Un ancien poème antisémite d'Abu Ishaq, écrit à Grenade en 1066 est particulièrement instructif à cet égard. Ce poème, qui se dit instrumental dans le déclenchement des émeutes anti-juives de cette année, contient ces lignes spécifiques :  

– Ne considérez pas le fait de les tuer comme une violation de la foi.  Le fait de les laisser en vie serait une violation de la foi.  

– Ils ont violé le pacte que nous avions avec eux, aussi comment pouvez vous être tenus coupables contre les violateurs ?    

– Comment peuvent-ils avoir un pacte, quand nous sommes insignifiants et eux prétentieux ? 
  
– Maintenant nous sommes humbles, à côté d'eux, comme si nous avions tort et eux avaient raison ! »
Lewis continue : « Des diatribes comme celles d'Abu Ishaq et les massacres tels que ceux de Grenade en 1066 sont des évènements relativement rares dans l'histoire islamique ». De même, Mark R. Cohen souligne la rareté des persécutions des juifs et des chrétiens par les musulmans depuis les premiers siècles de l'islam jusqu'au XIIe siècle.
Selon David Abulafia, ce massacre s'explique par « une rivalité interethnique », et ne ressemble pas aux pogroms qui ont eu lieu en Allemagne au XIe siècle. Dans la mesure où il a suivi immédiatement le meurtre du vizir Joseph ibn Nagrela, ce massacre a pu avoir des motivations politiques.
Pour Christine Mazzoli-Guintard, ces tensions font suite à un raidissement de l'orthodoxie religieuse, où les courants de pensées contestent de façon générale le rôle politique des autres religions dans l'organisation d'Al Andalus et qui correspond à l'avancée des armées chrétiennes vers le sud. Cette contestation commence alors qu'« Al Andalus, à la dérive politiquement, se met à rejeter ce qui est différent »  à partir de 1064, lorsque tombe la première ville importante : Barbastro.

## Conséquences
La communauté juive de Grenade réussit à se reconstituer avec le temps. En 1085, Tolède tombe aux mains du roi de Castille, l'année suivante les Almoravides viennent en renfort des Taïfas pour contrer les armées chrétiennes, puis prennent le pouvoir en Al Andalus. En 1090 la communauté juive est de nouveau attaquée par les Almoravides qui, venus de l’Adrar mauritanien, conduits par Youssef ben Tachfine, envahissent le sud de la péninsule ibérique. « Ils vont brutalement changer les conditions de vie des dhimmis juifs et chrétiens », les forçant à se convertir, en infraction, selon Michel Abitbol, avec la tradition musulmane, qui avait jusque-là réservé aux « gens du Livre » un statut particulier. Le XIIe siècle est d'ailleurs considéré par certains[Qui ?] comme la fin de l'âge d'or de la culture juive en Espagne.